# دانتون (فیلم ۱۹۳۱)
دانتون (انگلیسی: Danton) یک فیلم در ژانر درام به کارگردانی هانس برنت است که در سال ۱۹۳۱ منتشر شد.

## بازیگران
- فریتس کورتنر
- لوسی مانهایم
- گوستاف گروندگنس
- الکساندر گراناخ
- گوستاف فون وانگنهایم
- هرمان اسپیلمنس
- گئورگ جان
- گئورگ اچ. اشنل
- والتر ورنر